# Oryctolagus cuniculus
Il coniglio selvatico europeo (Oryctolagus cuniculus Linnaeus, 1758) è un mammifero lagomorfo della famiglia dei Leporidi, diffuso in Europa. Si tratta dell'unica specie vivente appartenente al genere Oryctolagus (Lilljeborg, 1873).

## Distribuzione e habitat
Inizialmente diffuso in tutta Europa, dopo l'ultima glaciazione l'areale del coniglio selvatico era limitato all'area mediterranea della Francia, alla Spagna e ai Monti dell'Atlante (dove, tuttavia, era stato introdotto dai Fenici): gli antichi romani provvidero a introdurlo in Europa centrale e in numerose isole (Baleari, Creta, Cipro, Sardegna, Corsica, Azzorre, Madera etc.).  Con sei sottospecie (O. cuniculus algirus, O. cuniculus brachyotus, O. cuniculus cnossius, O. cuniculus cuniculus, O. cuniculus habetensis, O. cuniculus huxleyi), il coniglio è diffuso allo stato selvatico pressoché in tutta Europa (dal Portogallo sino alla Polonia, in Gran Bretagna e in alcuni territori di Norvegia, Svezia e Ucraina) e nel Nordafrica. I conigli selvatici sono stati inoltre introdotti con successo in Australia, Nuova Zelanda, Cile e in numerose isole.
In Italia la sottospecie huxleyi è diffusa in tutte le isole (Sardegna, Sicilia, Corsica, Elba e isole minori), oltre che con popolazioni frammentarie in tutto il territorio peninsulare; a più riprese è stata importata e liberata sul territorio nazionale anche la sottospecie nominale.
Predilige ambienti aperti, con clima secco e mite, ad altitudine non troppo elevata: il suolo dev'essere soffice o sabbioso, in modo da permettere all'animale di scavarsi la tana. Un tempo i conigli selvatici si spostavano nelle aree rurali, dove il suolo appena arato poteva essere agevolmente colonizzato; tuttavia, con l'avvento delle moderne tecniche di aratura meccanica, molto più invasive, ciò non è più conveniente per l'animale.

## Descrizione

### Dimensioni
Misura fino a 45 cm di lunghezza, per un peso che raggiunge i 2,5 kg: i maschi sono generalmente più grossi e robusti delle femmine.

### Aspetto
Ha lunghe orecchie e grandi occhi neri situati sui lati della testa, che nelle femmine è più lunga e affusolata rispetto ai maschi. La vista è buona (gli occhi sono posti lateralmente, come di consueto in animali predati, e permettono una visione a tutto tondo, sacrificando, tuttavia, la visione tridimensionale e creando un punto cieco davanti al muso) e il tatto è molto importante; le vibrisse poste sul muso aiutano il coniglio a orientarsi nel buio. L'olfatto è un senso sviluppatissimo: i conigli possiedono circa 100 milioni di cellule olfattive (gli umani 30). Le zampe posteriori sono robuste e più lunghe di quelle anteriori e mettono il coniglio in condizione di scattare e correre rapidamente. Invece di avere dei cuscinetti a protezione della pianta dei piedi, il coniglio ha una fitta copertura di peli che gli permette di non scivolare sia sulla roccia che sulla neve. Le zampe sono inoltre palmate per impedire alle dita di separarsi troppo mentre l'animale salta o scarta di lato, provocando così cadute. La coda, molto corta e rivolta all'insù, è ricoperta sul lato inferiore di pelo bianco, che le dà un aspetto ovattato.

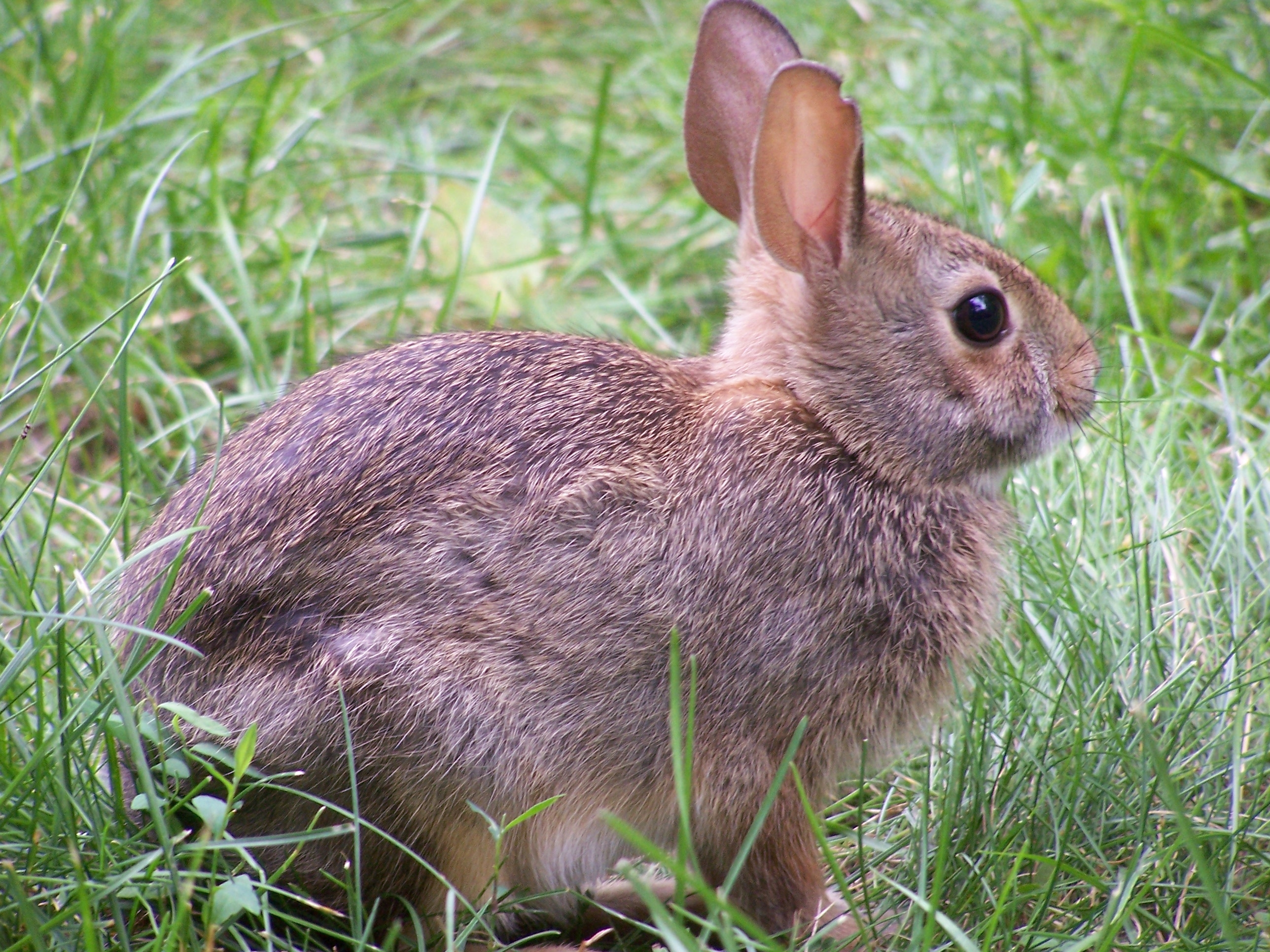
Un coniglio selvatico in natura

La pelle è piuttosto scura e lucida nella parte superiore del corpo, mentre è grigio-biancastra nelle parti più basse. La pelliccia ha tre strati:
- un sottopelo, fitto, lanoso e soffice, detto lanugine;
- uno strato mediano di peli più lunghi e più duri che danno al mantello il suo colore;
- un terzo strato (detto "di guardia") di peli ancora più lunghi ma meno fitti, che, insieme allo strato mediano, viene definito giarra (dal francese jarre).

Il rivestimento si infittisce durante la stagione invernale in un processo di ecdisi, che si ripete, ma perdendo pelo, in estate. Il pelo è solitamente bruno uniforme nella zona dorsale, con sfumature grigie sul quarto posteriore e color ruggine sulle spalle, mentre il ventre, la gola, la coda e la parte interna delle zampe sono bianche. Tutta l'area dorsale è brizzolata di nero: non sono rari anche gli esemplari completamente neri.
Sotto il mento del coniglio vi sono delle ghiandole, più grandi nel maschio che nella femmina, che producono una secrezione di feromoni usata per segnare il territorio. I conigli hanno l'abitudine di fregarsi a vicenda il mento, specialmente tra coppie e con i neonati, e si presume che ciò permetta loro di riconoscersi e di marchiare l'individuo come parte della colonia.

## Biologia
Si tratta di animali principalmente notturni e fortemente gregari, che possono vivere in colonie di grandezza direttamente proporzionale alla disponibilità di cibo: in caso di abbondanti fonti trofiche, gruppi di conigli possono unirsi addirittura in vaste colonie di centinaia di animali occupando un territorio di molti ettari. Una colonia tipo è composta da una decina di individui, senza distinzione di sesso: in ogni caso all'interno di ciascuna colonia (in particolare fra i maschi) vige un rigido schema gerarchico (più rigido nella stagione riproduttiva, meno al di fuori di essa), che si traduce nella facilità di accesso all'accoppiamento o al cibo. Ciascuna colonia vive in un territorio che solitamente si estende per circa quattro ettari e nei maschi ha dimensioni maggiori, in modo tale da sovrapporsi con quelli di più femmine.
Nonostante l'idea di animale placido che l'opinione pubblica ha dei conigli, questi animali possono rivelarsi particolarmente aggressivi fra loro: in particolare i maschi, pur mostrando rituali aggressivi come lo spruzzare la propria urina sui contendenti, generalmente rispondono a eventuali sfide attaccando immediatamente e ferendosi anche gravemente con morsi, graffi e calci.
Per il grooming (pulizia del proprio corpo) i conigli usano i denti, la lingua e le zampe e sono molto attenti a quest'aspetto, anche se, data la forte predazione, tendono a interrompere ogni attività per controllare l'ambiente circostante alla ricerca di pericoli.

### Alimentazione

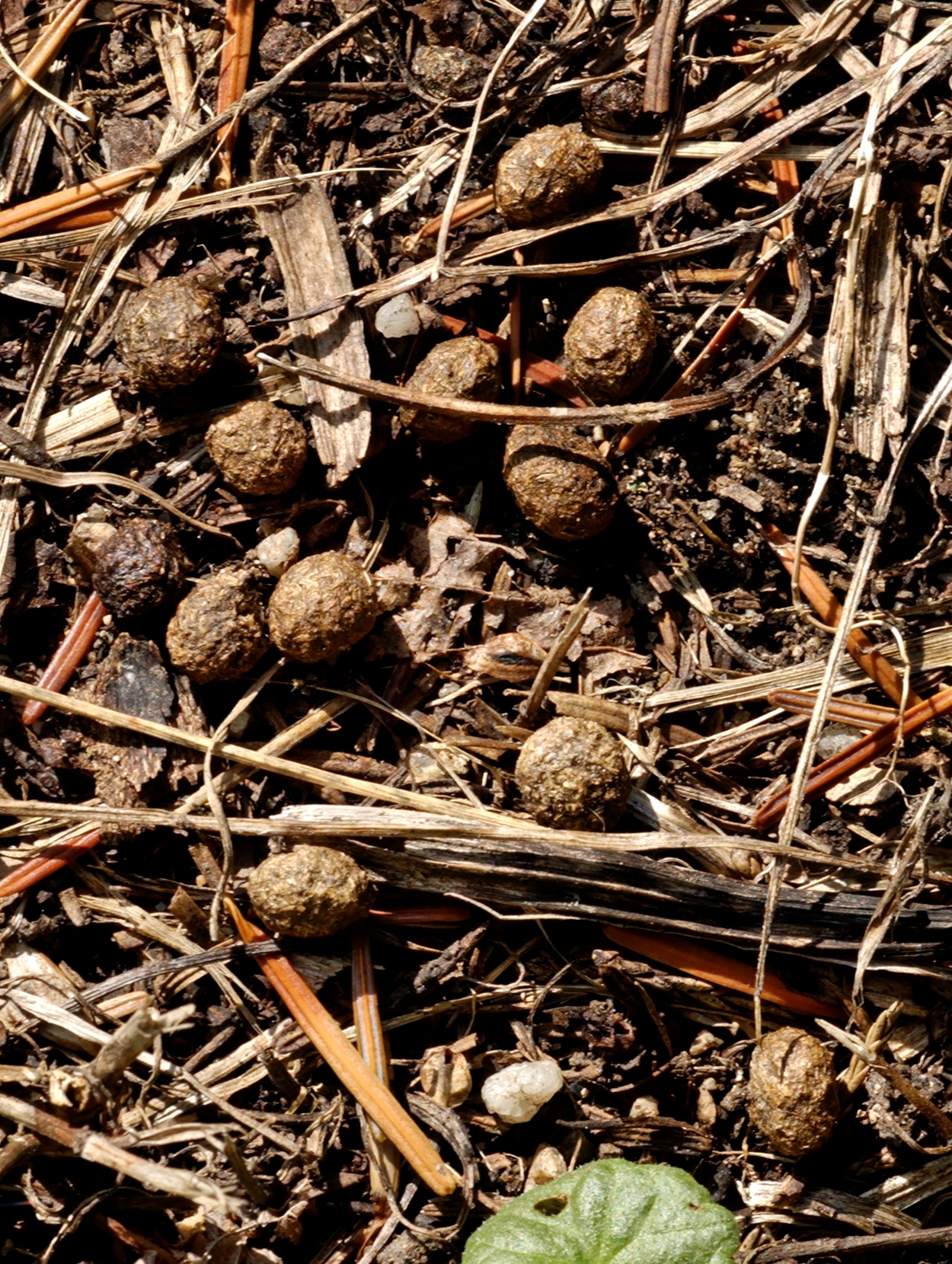
Escrementi di coniglio selvatico, dalla caratteristica forma sferica

Si tratta di animali erbivori obbligati, che si nutrono di una vasta gamma di materiali di origine vegetale, dall'erba alle foglie alle radici. Il fieno costituisce una fonte di cibo imprescindibile e maggioritaria nella dieta, utile anche alla limatura dei denti. L'acqua necessaria è principalmente assunta attraverso l'erba fresca.
Per ricavare il massimo quantitativo di nutrimento disponibile dal cibo (non normalmente possibile a causa di un assorbimento solo parziale di amminoacidi, acidi grassi volatili e vitamine che si formano nel cieco), i conigli sono soliti reingerire parte delle proprie feci (cosiddetti "ciecotrofi") per rielaborarne il contenuto (nel frattempo degradato dalla flora batterica) e ottenere alcuni nutrienti essenziali: nel momento in cui il ciecotrofo viene espulso, un impulso nervoso ingenera nel coniglio il bisogno di assumerlo.

### Riproduzione
I conigli sono universalmente famosi per la propria capacità riproduttiva: la femmina va infatti in estro ogni 21 giorni (anche se l'ovulazione è indotta dall'accoppiamento, perciò ogni accoppiamento sortisce una gravidanza) e tende a riprodursi durante i primi mesi dell'anno, anche se in condizioni favorevoli può allevare i piccoli durante tutto l'anno al ritmo di una cucciolata al mese. In condizioni naturali il periodo riproduttivo coincide con il clima più favorevole, quello che offre anche una maggiore fonte di cibo: la stagione è altamente dipendente dalle condizioni ambientali e in genere il tasso di ovulazione è più basso in autunno. Tuttavia, in condizioni di stress la coniglia può abortire spontaneamente o riassorbire gli embrioni.
Le modalità di corteggiamento del coniglio selvatico sono tuttavia state poco studiate: pare che i maschi di rango più alto abbiano degli harem (poliginia) capaci di arrivare a decine di femmine, mentre quelli di rango inferiore tendano a formare delle coppie stabili (monogamia).
La gestazione dura un mese, al termine del quale vengono dati alla luce dai 3 ai 14 cuccioli: prima di partorire la femmina tende a scavarsi un cunicolo a fondo cieco nella tana, che ricopre con il proprio pelo e con erbe secche, oppure, se si tratta del primo parto, scava un cunicolo nel terreno ex novo, che poi verrà ampliato negli anni successivi; invece il maschio si occupa tendenzialmente solo della difesa territoriale. I cuccioli nascono nudi e ciechi e la femmina li visita per una manciata di minuti al giorno per allattarli; sono tuttavia estremamente precoci e già a tre settimane possono essere svezzati. L'indipendenza dalla madre viene raggiunta a un mese di vita, ma la maturità sessuale non sopravviene prima dell'ottavo.
La speranza di vita di questi animali è di circa 8-9 anni (fino a un massimo di 12 in cattività), anche se in generale il 90% degli esemplari muore prima di raggiungere l'anno d'età a causa della forte pressione predatoria e venatoria alla quale l'animale è sottoposto e per malattie endemiche come la mixomatosi.

### Predazione
Il coniglio selvatico europeo è la preda principale di una larga schiera di predatori: volpi, aquile reali, aquile imperiali spagnole, aquile del Bonelli, gufi reali, gatti selvatici, allocchi, poiane, sciacalli dorati, puzzole, linci comuni e pardine, astori e molti altri. Rappresentano una parte importante nella dieta anche di grandi carnivori come lupi e orsi. Persino i cinghiali, animali prevalentemente erbivori, se ne nutrono. 
Lo sterminio dei conigli selvatici, avvenuto in Europa a seguito di un'epidemia di mixomatosi, ha diminuito drasticamente il numero di alcuni carnivori specializzati nella loro caccia, come la lince pardina e le aquile del Bonelli e imperiale spagnola. Ora che i conigli stanno ricomparendo, anche il numero dei predatori sta di nuovo aumentando.

## Tassonomia
Originariamente assegnato al genere Lepus, il coniglio europeo venne assegnato a un proprio genere nel 1874 per via di alcune caratteristiche che lo differenziavano dalle specie del genere Lepus, come i suoi cuccioli altriciali (ossia nidicoli e sottosviluppati al momento della nascita), le sue abitudini scavatorie (assenti nelle lepri) e le numerose caratteristiche uniche dello scheletro. Il coniglio europeo è superficialmente simile ai conigli americani (Sylvilagus) condividendo alcune caratteristiche, come i loro cuccioli che nascono ciechi e privi di pelo, hanno carne bianca e uno scarso dimorfismo sessuale. Tuttavia, differiscono per alcune caratteristiche del cranio e le specie americane non costruiscono abitualmente le proprie tane come fa il coniglio europeo. Studi molecolari confermano che la somiglianza tra i due è dovuta a un'evoluzione convergente, e che i parenti più stretti del coniglio europeo sono il coniglio ispido, il coniglio di fiume e il coniglio di Amami. I più antichi fossili conosciuti attribuiti alla moderna specie di coniglio europea risalgono a circa 0,5 milioni di anni fa (Pleistocene medio).
Il seguente cladogramma è tratto dagli studi di Matthee et al. (2004), basato sull'analisi genica nucleare e mitocondriale:
|  | Nesolagus (coniglio striato)                                                                        |
|  | |
|  | \| \| Poelagus (coniglio di Bunyoro) \| \| \| \| \| \| Pronolagus (conigli delle rocce) \| \| \| \| |
|  | |
|  | Poelagus (coniglio di Bunyoro)                                                                      |
|  | |
|  | Pronolagus (conigli delle rocce)                                                                    |
|  | |

|  | Poelagus (coniglio di Bunyoro)   |
|  |                                  |
|  | Pronolagus (conigli delle rocce) |
|  |                                  |

|  | Sylvilagus (silvilaghi)       |
|  |                               |
|  | Brachylagus (coniglio pigmeo) |
|  |                               |

|  | \| \| Caprolagus (coniglio ispido) \| \| \| \| \| \| Oryctolagus (coniglio europeo) \| \| \| \| |
|  |                                                                                                 |
|  | Bunolagus (coniglio di fiume)                                                                   |
|  |                                                                                                 |
|  | Caprolagus (coniglio ispido)                                                                    |
|  |                                                                                                 |
|  | Oryctolagus (coniglio europeo)                                                                  |
|  |                                                                                                 |

|  | Caprolagus (coniglio ispido)   |
|  |                                |
|  | Oryctolagus (coniglio europeo) |
|  |                                |

|  | Sylvilagus (silvilaghi)       |
|  |                               |
|  | Brachylagus (coniglio pigmeo) |
|  |                               |

|  | \| \| Caprolagus (coniglio ispido) \| \| \| \| \| \| Oryctolagus (coniglio europeo) \| \| \| \| |
|  |                                                                                                 |
|  | Bunolagus (coniglio di fiume)                                                                   |
|  |                                                                                                 |
|  | Caprolagus (coniglio ispido)                                                                    |
|  |                                                                                                 |
|  | Oryctolagus (coniglio europeo)                                                                  |
|  |                                                                                                 |

|  | Caprolagus (coniglio ispido)   |
|  |                                |
|  | Oryctolagus (coniglio europeo) |
|  |                                |

|  | Sylvilagus (silvilaghi)       |
|  |                               |
|  | Brachylagus (coniglio pigmeo) |
|  |                               |

|  | \| \| Caprolagus (coniglio ispido) \| \| \| \| \| \| Oryctolagus (coniglio europeo) \| \| \| \| |
|  |                                                                                                 |
|  | Bunolagus (coniglio di fiume)                                                                   |
|  |                                                                                                 |
|  | Caprolagus (coniglio ispido)                                                                    |
|  |                                                                                                 |
|  | Oryctolagus (coniglio europeo)                                                                  |
|  |                                                                                                 |

|  | Caprolagus (coniglio ispido)   |
|  |                                |
|  | Oryctolagus (coniglio europeo) |
|  |                                |

|  | Sylvilagus (silvilaghi)       |
|  |                               |
|  | Brachylagus (coniglio pigmeo) |
|  |                               |

|  | \| \| Caprolagus (coniglio ispido) \| \| \| \| \| \| Oryctolagus (coniglio europeo) \| \| \| \| |
|  |                                                                                                 |
|  | Bunolagus (coniglio di fiume)                                                                   |
|  |                                                                                                 |
|  | Caprolagus (coniglio ispido)                                                                    |
|  |                                                                                                 |
|  | Oryctolagus (coniglio europeo)                                                                  |
|  |                                                                                                 |

|  | Caprolagus (coniglio ispido)   |
|  |                                |
|  | Oryctolagus (coniglio europeo) |
|  |                                |

|  | Sylvilagus (silvilaghi)       |
|  |                               |
|  | Brachylagus (coniglio pigmeo) |
|  |                               |

|  | \| \| Caprolagus (coniglio ispido) \| \| \| \| \| \| Oryctolagus (coniglio europeo) \| \| \| \| |
|  |                                                                                                 |
|  | Bunolagus (coniglio di fiume)                                                                   |
|  |                                                                                                 |
|  | Caprolagus (coniglio ispido)                                                                    |
|  |                                                                                                 |
|  | Oryctolagus (coniglio europeo)                                                                  |
|  |                                                                                                 |

|  | Caprolagus (coniglio ispido)   |
|  |                                |
|  | Oryctolagus (coniglio europeo) |
|  |                                |

|  | Sylvilagus (silvilaghi)       |
|  |                               |
|  | Brachylagus (coniglio pigmeo) |
|  |                               |

|  | \| \| Caprolagus (coniglio ispido) \| \| \| \| \| \| Oryctolagus (coniglio europeo) \| \| \| \| |
|  |                                                                                                 |
|  | Bunolagus (coniglio di fiume)                                                                   |
|  |                                                                                                 |
|  | Caprolagus (coniglio ispido)                                                                    |
|  |                                                                                                 |
|  | Oryctolagus (coniglio europeo)                                                                  |
|  |                                                                                                 |

|  | Caprolagus (coniglio ispido)   |
|  |                                |
|  | Oryctolagus (coniglio europeo) |
|  |                                |

|  | Sylvilagus (silvilaghi)       |
|  |                               |
|  | Brachylagus (coniglio pigmeo) |
|  |                               |

|  | \| \| Caprolagus (coniglio ispido) \| \| \| \| \| \| Oryctolagus (coniglio europeo) \| \| \| \| |
|  |                                                                                                 |
|  | Bunolagus (coniglio di fiume)                                                                   |
|  |                                                                                                 |
|  | Caprolagus (coniglio ispido)                                                                    |
|  |                                                                                                 |
|  | Oryctolagus (coniglio europeo)                                                                  |
|  |                                                                                                 |

|  | Caprolagus (coniglio ispido)   |
|  |                                |
|  | Oryctolagus (coniglio europeo) |
|  |                                |

|  | Sylvilagus (silvilaghi)       |
|  |                               |
|  | Brachylagus (coniglio pigmeo) |
|  |                               |

|  | \| \| Caprolagus (coniglio ispido) \| \| \| \| \| \| Oryctolagus (coniglio europeo) \| \| \| \| |
|  |                                                                                                 |
|  | Bunolagus (coniglio di fiume)                                                                   |
|  |                                                                                                 |
|  | Caprolagus (coniglio ispido)                                                                    |
|  |                                                                                                 |
|  | Oryctolagus (coniglio europeo)                                                                  |
|  |                                                                                                 |

|  | Caprolagus (coniglio ispido)   |
|  |                                |
|  | Oryctolagus (coniglio europeo) |
|  |                                |

|  | Sylvilagus (silvilaghi)       |
|  |                               |
|  | Brachylagus (coniglio pigmeo) |
|  |                               |

|  | \| \| Caprolagus (coniglio ispido) \| \| \| \| \| \| Oryctolagus (coniglio europeo) \| \| \| \| |
|  |                                                                                                 |
|  | Bunolagus (coniglio di fiume)                                                                   |
|  |                                                                                                 |
|  | Caprolagus (coniglio ispido)                                                                    |
|  |                                                                                                 |
|  | Oryctolagus (coniglio europeo)                                                                  |
|  |                                                                                                 |

|  | Caprolagus (coniglio ispido)   |
|  |                                |
|  | Oryctolagus (coniglio europeo) |
|  |                                |

|  | Sylvilagus (silvilaghi)       |
|  |                               |
|  | Brachylagus (coniglio pigmeo) |
|  |                               |

|  | \| \| Caprolagus (coniglio ispido) \| \| \| \| \| \| Oryctolagus (coniglio europeo) \| \| \| \| |
|  |                                                                                                 |
|  | Bunolagus (coniglio di fiume)                                                                   |
|  |                                                                                                 |
|  | Caprolagus (coniglio ispido)                                                                    |
|  |                                                                                                 |
|  | Oryctolagus (coniglio europeo)                                                                  |
|  |                                                                                                 |

|  | Caprolagus (coniglio ispido)   |
|  |                                |
|  | Oryctolagus (coniglio europeo) |
|  |                                |

|  | Sylvilagus (silvilaghi)       |
|  |                               |
|  | Brachylagus (coniglio pigmeo) |
|  |                               |

|  | \| \| Caprolagus (coniglio ispido) \| \| \| \| \| \| Oryctolagus (coniglio europeo) \| \| \| \| |
|  |                                                                                                 |
|  | Bunolagus (coniglio di fiume)                                                                   |
|  |                                                                                                 |
|  | Caprolagus (coniglio ispido)                                                                    |
|  |                                                                                                 |
|  | Oryctolagus (coniglio europeo)                                                                  |
|  |                                                                                                 |

|  | Caprolagus (coniglio ispido)   |
|  |                                |
|  | Oryctolagus (coniglio europeo) |
|  |                                |

|  | Sylvilagus (silvilaghi)       |
|  |                               |
|  | Brachylagus (coniglio pigmeo) |
|  |                               |

|  | \| \| Caprolagus (coniglio ispido) \| \| \| \| \| \| Oryctolagus (coniglio europeo) \| \| \| \| |
|  |                                                                                                 |
|  | Bunolagus (coniglio di fiume)                                                                   |
|  |                                                                                                 |
|  | Caprolagus (coniglio ispido)                                                                    |
|  |                                                                                                 |
|  | Oryctolagus (coniglio europeo)                                                                  |
|  |                                                                                                 |

|  | Caprolagus (coniglio ispido)   |
|  |                                |
|  | Oryctolagus (coniglio europeo) |
|  |                                |

|  | Sylvilagus (silvilaghi)       |
|  |                               |
|  | Brachylagus (coniglio pigmeo) |
|  |                               |

|  | \| \| Caprolagus (coniglio ispido) \| \| \| \| \| \| Oryctolagus (coniglio europeo) \| \| \| \| |
|  |                                                                                                 |
|  | Bunolagus (coniglio di fiume)                                                                   |
|  |                                                                                                 |
|  | Caprolagus (coniglio ispido)                                                                    |
|  |                                                                                                 |
|  | Oryctolagus (coniglio europeo)                                                                  |
|  |                                                                                                 |

|  | Caprolagus (coniglio ispido)   |
|  |                                |
|  | Oryctolagus (coniglio europeo) |
|  |                                |

|  | Sylvilagus (silvilaghi)       |
|  |                               |
|  | Brachylagus (coniglio pigmeo) |
|  |                               |

|  | \| \| Caprolagus (coniglio ispido) \| \| \| \| \| \| Oryctolagus (coniglio europeo) \| \| \| \| |
|  |                                                                                                 |
|  | Bunolagus (coniglio di fiume)                                                                   |
|  |                                                                                                 |
|  | Caprolagus (coniglio ispido)                                                                    |
|  |                                                                                                 |
|  | Oryctolagus (coniglio europeo)                                                                  |
|  |                                                                                                 |

|  | Caprolagus (coniglio ispido)   |
|  |                                |
|  | Oryctolagus (coniglio europeo) |
|  |                                |

|  | Sylvilagus (silvilaghi)       |
|  |                               |
|  | Brachylagus (coniglio pigmeo) |
|  |                               |

|  | \| \| Caprolagus (coniglio ispido) \| \| \| \| \| \| Oryctolagus (coniglio europeo) \| \| \| \| |
|  |                                                                                                 |
|  | Bunolagus (coniglio di fiume)                                                                   |
|  |                                                                                                 |
|  | Caprolagus (coniglio ispido)                                                                    |
|  |                                                                                                 |
|  | Oryctolagus (coniglio europeo)                                                                  |
|  |                                                                                                 |

|  | Caprolagus (coniglio ispido)   |
|  |                                |
|  | Oryctolagus (coniglio europeo) |
|  |                                |

|  | Sylvilagus (silvilaghi)       |
|  |                               |
|  | Brachylagus (coniglio pigmeo) |
|  |                               |

|  | \| \| Caprolagus (coniglio ispido) \| \| \| \| \| \| Oryctolagus (coniglio europeo) \| \| \| \| |
|  |                                                                                                 |
|  | Bunolagus (coniglio di fiume)                                                                   |
|  |                                                                                                 |
|  | Caprolagus (coniglio ispido)                                                                    |
|  |                                                                                                 |
|  | Oryctolagus (coniglio europeo)                                                                  |
|  |                                                                                                 |

|  | Caprolagus (coniglio ispido)   |
|  |                                |
|  | Oryctolagus (coniglio europeo) |
|  |                                |

|  | Nesolagus (coniglio striato)                                                                        |
|  | |
|  | \| \| Poelagus (coniglio di Bunyoro) \| \| \| \| \| \| Pronolagus (conigli delle rocce) \| \| \| \| |
|  | |
|  | Poelagus (coniglio di Bunyoro)                                                                      |
|  | |
|  | Pronolagus (conigli delle rocce)                                                                    |
|  | |

|  | Poelagus (coniglio di Bunyoro)   |
|  |                                  |
|  | Pronolagus (conigli delle rocce) |
|  |                                  |

|  | Sylvilagus (silvilaghi)       |
|  |                               |
|  | Brachylagus (coniglio pigmeo) |
|  |                               |

|  | \| \| Caprolagus (coniglio ispido) \| \| \| \| \| \| Oryctolagus (coniglio europeo) \| \| \| \| |
|  |                                                                                                 |
|  | Bunolagus (coniglio di fiume)                                                                   |
|  |                                                                                                 |
|  | Caprolagus (coniglio ispido)                                                                    |
|  |                                                                                                 |
|  | Oryctolagus (coniglio europeo)                                                                  |
|  |                                                                                                 |

|  | Caprolagus (coniglio ispido)   |
|  |                                |
|  | Oryctolagus (coniglio europeo) |
|  |                                |

|  | Sylvilagus (silvilaghi)       |
|  |                               |
|  | Brachylagus (coniglio pigmeo) |
|  |                               |

|  | \| \| Caprolagus (coniglio ispido) \| \| \| \| \| \| Oryctolagus (coniglio europeo) \| \| \| \| |
|  |                                                                                                 |
|  | Bunolagus (coniglio di fiume)                                                                   |
|  |                                                                                                 |
|  | Caprolagus (coniglio ispido)                                                                    |
|  |                                                                                                 |
|  | Oryctolagus (coniglio europeo)                                                                  |
|  |                                                                                                 |

|  | Caprolagus (coniglio ispido)   |
|  |                                |
|  | Oryctolagus (coniglio europeo) |
|  |                                |

|  | Sylvilagus (silvilaghi)       |
|  |                               |
|  | Brachylagus (coniglio pigmeo) |
|  |                               |

|  | \| \| Caprolagus (coniglio ispido) \| \| \| \| \| \| Oryctolagus (coniglio europeo) \| \| \| \| |
|  |                                                                                                 |
|  | Bunolagus (coniglio di fiume)                                                                   |
|  |                                                                                                 |
|  | Caprolagus (coniglio ispido)                                                                    |
|  |                                                                                                 |
|  | Oryctolagus (coniglio europeo)                                                                  |
|  |                                                                                                 |

|  | Caprolagus (coniglio ispido)   |
|  |                                |
|  | Oryctolagus (coniglio europeo) |
|  |                                |

|  | Sylvilagus (silvilaghi)       |
|  |                               |
|  | Brachylagus (coniglio pigmeo) |
|  |                               |

|  | \| \| Caprolagus (coniglio ispido) \| \| \| \| \| \| Oryctolagus (coniglio europeo) \| \| \| \| |
|  |                                                                                                 |
|  | Bunolagus (coniglio di fiume)                                                                   |
|  |                                                                                                 |
|  | Caprolagus (coniglio ispido)                                                                    |
|  |                                                                                                 |
|  | Oryctolagus (coniglio europeo)                                                                  |
|  |                                                                                                 |

|  | Caprolagus (coniglio ispido)   |
|  |                                |
|  | Oryctolagus (coniglio europeo) |
|  |                                |

|  | Sylvilagus (silvilaghi)       |
|  |                               |
|  | Brachylagus (coniglio pigmeo) |
|  |                               |

|  | \| \| Caprolagus (coniglio ispido) \| \| \| \| \| \| Oryctolagus (coniglio europeo) \| \| \| \| |
|  |                                                                                                 |
|  | Bunolagus (coniglio di fiume)                                                                   |
|  |                                                                                                 |
|  | Caprolagus (coniglio ispido)                                                                    |
|  |                                                                                                 |
|  | Oryctolagus (coniglio europeo)                                                                  |
|  |                                                                                                 |

|  | Caprolagus (coniglio ispido)   |
|  |                                |
|  | Oryctolagus (coniglio europeo) |
|  |                                |

|  | Sylvilagus (silvilaghi)       |
|  |                               |
|  | Brachylagus (coniglio pigmeo) |
|  |                               |

|  | \| \| Caprolagus (coniglio ispido) \| \| \| \| \| \| Oryctolagus (coniglio europeo) \| \| \| \| |
|  |                                                                                                 |
|  | Bunolagus (coniglio di fiume)                                                                   |
|  |                                                                                                 |
|  | Caprolagus (coniglio ispido)                                                                    |
|  |                                                                                                 |
|  | Oryctolagus (coniglio europeo)                                                                  |
|  |                                                                                                 |

|  | Caprolagus (coniglio ispido)   |
|  |                                |
|  | Oryctolagus (coniglio europeo) |
|  |                                |

|  | Sylvilagus (silvilaghi)       |
|  |                               |
|  | Brachylagus (coniglio pigmeo) |
|  |                               |

|  | \| \| Caprolagus (coniglio ispido) \| \| \| \| \| \| Oryctolagus (coniglio europeo) \| \| \| \| |
|  |                                                                                                 |
|  | Bunolagus (coniglio di fiume)                                                                   |
|  |                                                                                                 |
|  | Caprolagus (coniglio ispido)                                                                    |
|  |                                                                                                 |
|  | Oryctolagus (coniglio europeo)                                                                  |
|  |                                                                                                 |

|  | Caprolagus (coniglio ispido)   |
|  |                                |
|  | Oryctolagus (coniglio europeo) |
|  |                                |

|  | Sylvilagus (silvilaghi)       |
|  |                               |
|  | Brachylagus (coniglio pigmeo) |
|  |                               |

|  | \| \| Caprolagus (coniglio ispido) \| \| \| \| \| \| Oryctolagus (coniglio europeo) \| \| \| \| |
|  |                                                                                                 |
|  | Bunolagus (coniglio di fiume)                                                                   |
|  |                                                                                                 |
|  | Caprolagus (coniglio ispido)                                                                    |
|  |                                                                                                 |
|  | Oryctolagus (coniglio europeo)                                                                  |
|  |                                                                                                 |

|  | Caprolagus (coniglio ispido)   |
|  |                                |
|  | Oryctolagus (coniglio europeo) |
|  |                                |

|  | Sylvilagus (silvilaghi)       |
|  |                               |
|  | Brachylagus (coniglio pigmeo) |
|  |                               |

|  | \| \| Caprolagus (coniglio ispido) \| \| \| \| \| \| Oryctolagus (coniglio europeo) \| \| \| \| |
|  |                                                                                                 |
|  | Bunolagus (coniglio di fiume)                                                                   |
|  |                                                                                                 |
|  | Caprolagus (coniglio ispido)                                                                    |
|  |                                                                                                 |
|  | Oryctolagus (coniglio europeo)                                                                  |
|  |                                                                                                 |

|  | Caprolagus (coniglio ispido)   |
|  |                                |
|  | Oryctolagus (coniglio europeo) |
|  |                                |

|  | Sylvilagus (silvilaghi)       |
|  |                               |
|  | Brachylagus (coniglio pigmeo) |
|  |                               |

|  | \| \| Caprolagus (coniglio ispido) \| \| \| \| \| \| Oryctolagus (coniglio europeo) \| \| \| \| |
|  |                                                                                                 |
|  | Bunolagus (coniglio di fiume)                                                                   |
|  |                                                                                                 |
|  | Caprolagus (coniglio ispido)                                                                    |
|  |                                                                                                 |
|  | Oryctolagus (coniglio europeo)                                                                  |
|  |                                                                                                 |

|  | Caprolagus (coniglio ispido)   |
|  |                                |
|  | Oryctolagus (coniglio europeo) |
|  |                                |

|  | Sylvilagus (silvilaghi)       |
|  |                               |
|  | Brachylagus (coniglio pigmeo) |
|  |                               |

|  | \| \| Caprolagus (coniglio ispido) \| \| \| \| \| \| Oryctolagus (coniglio europeo) \| \| \| \| |
|  |                                                                                                 |
|  | Bunolagus (coniglio di fiume)                                                                   |
|  |                                                                                                 |
|  | Caprolagus (coniglio ispido)                                                                    |
|  |                                                                                                 |
|  | Oryctolagus (coniglio europeo)                                                                  |
|  |                                                                                                 |

|  | Caprolagus (coniglio ispido)   |
|  |                                |
|  | Oryctolagus (coniglio europeo) |
|  |                                |

|  | Sylvilagus (silvilaghi)       |
|  |                               |
|  | Brachylagus (coniglio pigmeo) |
|  |                               |

|  | \| \| Caprolagus (coniglio ispido) \| \| \| \| \| \| Oryctolagus (coniglio europeo) \| \| \| \| |
|  |                                                                                                 |
|  | Bunolagus (coniglio di fiume)                                                                   |
|  |                                                                                                 |
|  | Caprolagus (coniglio ispido)                                                                    |
|  |                                                                                                 |
|  | Oryctolagus (coniglio europeo)                                                                  |
|  |                                                                                                 |

|  | Caprolagus (coniglio ispido)   |
|  |                                |
|  | Oryctolagus (coniglio europeo) |
|  |                                |

|  | Sylvilagus (silvilaghi)       |
|  |                               |
|  | Brachylagus (coniglio pigmeo) |
|  |                               |

|  | \| \| Caprolagus (coniglio ispido) \| \| \| \| \| \| Oryctolagus (coniglio europeo) \| \| \| \| |
|  |                                                                                                 |
|  | Bunolagus (coniglio di fiume)                                                                   |
|  |                                                                                                 |
|  | Caprolagus (coniglio ispido)                                                                    |
|  |                                                                                                 |
|  | Oryctolagus (coniglio europeo)                                                                  |
|  |                                                                                                 |

|  | Caprolagus (coniglio ispido)   |
|  |                                |
|  | Oryctolagus (coniglio europeo) |
|  |                                |

|  | Sylvilagus (silvilaghi)       |
|  |                               |
|  | Brachylagus (coniglio pigmeo) |
|  |                               |

|  | \| \| Caprolagus (coniglio ispido) \| \| \| \| \| \| Oryctolagus (coniglio europeo) \| \| \| \| |
|  |                                                                                                 |
|  | Bunolagus (coniglio di fiume)                                                                   |
|  |                                                                                                 |
|  | Caprolagus (coniglio ispido)                                                                    |
|  |                                                                                                 |
|  | Oryctolagus (coniglio europeo)                                                                  |
|  |                                                                                                 |

|  | Caprolagus (coniglio ispido)   |
|  |                                |
|  | Oryctolagus (coniglio europeo) |
|  |                                |

|  | Sylvilagus (silvilaghi)       |
|  |                               |
|  | Brachylagus (coniglio pigmeo) |
|  |                               |

|  | \| \| Caprolagus (coniglio ispido) \| \| \| \| \| \| Oryctolagus (coniglio europeo) \| \| \| \| |
|  |                                                                                                 |
|  | Bunolagus (coniglio di fiume)                                                                   |
|  |                                                                                                 |
|  | Caprolagus (coniglio ispido)                                                                    |
|  |                                                                                                 |
|  | Oryctolagus (coniglio europeo)                                                                  |
|  |                                                                                                 |

|  | Caprolagus (coniglio ispido)   |
|  |                                |
|  | Oryctolagus (coniglio europeo) |
|  |                                |

|  | Sylvilagus (silvilaghi)       |
|  |                               |
|  | Brachylagus (coniglio pigmeo) |
|  |                               |

|  | \| \| Caprolagus (coniglio ispido) \| \| \| \| \| \| Oryctolagus (coniglio europeo) \| \| \| \| |
|  |                                                                                                 |
|  | Bunolagus (coniglio di fiume)                                                                   |
|  |                                                                                                 |
|  | Caprolagus (coniglio ispido)                                                                    |
|  |                                                                                                 |
|  | Oryctolagus (coniglio europeo)                                                                  |
|  |                                                                                                 |

|  | Caprolagus (coniglio ispido)   |
|  |                                |
|  | Oryctolagus (coniglio europeo) |
|  |                                |

### Sottospecie
A partire dal 2005, la MSW3 ha riconosciuto sei sottospecie del coniglio europeo. Gli studi genetici intrapresi nel 2008, tuttavia, indicherebbero l'esistenza di solo due sottospecie, O. c. algirus e O. c. cuniculus, con una zona ibrida che collega le due popolazioni nell'Iberia centrale.
| Sottospecie                                            | Autorità trinomiale | Cranio | Descrizione | Areale | Sinonimi                                                                                                |
| ------------------------------------------------------ | ------------------- | ------ | --- | --- | --- |
| Coniglio comune O. c. cuniculus (Sottospecie nominale) | Linnaeus, 1758      |        | | Originario della maggior parte dell'Europa eccetto le regioni orientali, settentrionali e alpine con nevicate di lunga durata Introdotto in Australia, Nuova Zelanda, Cile, Africa e diverse isole dell'Atlantico e del Pacifico | fodiens (Gray, 1867) kreyenbergi (Honigmann, 1913) vermicula (Gray, 1843) vernicularis (Thompson, 1837) |
| Coniglio iberico O. c. algirus                         | Loche, 1858         |        | | Originario del Portogallo, del sud della Spagna, Nord Africa e delle isole mediterranee e atlantiche | |
| Coniglio mediterraneo O. c. huxleyi                    | Haeckel, 1874       |        | Derivato da O. c. cuniculus, le sue dimensioni variano da individui grandi, simili a lepri su Desertas, a forme nane su Salvages. I conigli di Madeira pesano ⅓ del peso dei loro omologhi continentali e hanno una colorazione dorsale più rossastra e la ventrale grigie. | Introdotto nelle calde isole dell'Atlantico, tra cui Madera (da Gonçalves Zarco nel 1418), Desertas, le Isole Selvagge e le Azzorre                                                                                              | |
| Coniglio cretese O. c. cnossius                        | Bate, 1906          |        | Una piccola specie, simile a O. c. huxleyi. | Originario di Creta | |
| Coniglio della Camargue O. c. brachyotus               | Trouessart, 1917    |        | Una sottospecie nera, dalla testa piccola con orecchie relativamente corte. . | Originario delle saline di Camargue, nel sud della Francia | |
| Coniglio domestico O. c. domesticus                    | Cabrera, 1923       |        | | Addomesticato | |
| Coniglio africano O. c. habetensis                     | Cabrera, 1923       |        | | Originario del Marocco, stretto di Gibilterra a Lau, Yebala e Sahara occidentale | oreas (Cabrera, 1923)                                                                                   |

## Rapporti con l'uomo
I rapporti tra uomo e coniglio europeo risalgono ai tempi dei Fenici, prima del 1000 a.C., quando il popolo di navigatori definì la penisola iberica con il termine i-shephan-im (che letteralmente vuol dire "terra degli iraci", infatti la parola shephan in fenicio vuol dire sia "coniglio" che "irace", anzi in alcune traduzioni in lingue moderne della Bibbia dall'ebraico - dove invece si allude all'irace - è stata mutata in "coniglio"), che i Romani successivamente convertirono nella forma latina Hispania (da qui il moderno Spagna). Il coniglio europeo è la sola specie di coniglio a essere stata addomesticata, anche se i rapporti tra questa specie e l'uomo si sono evoluti in modi diversi: i conigli, infatti, sono un esempio di animali trattati come cibo, animali da compagnia o flagelli nella stessa cultura.
Ultimamente si è diffuso molto come animale da compagnia nella versione "ridotta" del coniglio nano. Per distinguere un coniglio normale da uno nano è necessario guardare le orecchie che nella seconda specie sono piuttosto piccole e se dritte, assai minute. 
Il coniglio nano è un animale domestico capace di dare molto affetto, è vivace e pulito in quanto impara con facilità a usare la lettiera per i bisogni.

### Il coniglio europeo come specie invasiva
Il coniglio europeo è stato introdotto a partire dal XVIII secolo in numerose parti del mondo: Cile, Nuova Zelanda, oltre che in numerosissime isole tutt'intorno al globo e soprattutto in Australia.
In quest'ultimo paese, la specie ha proliferato a tal punto da risultare estremamente dannosa. Il coniglio, infatti, è più di molti altri animali introdotti nell'isola-continente il responsabile dell'estinzione di numerose specie endemiche di animali e piante australiani. L'abitudine di scavare cunicoli e la grande voracità di questi animali hanno fatto sì che il terreno, non più trattenuto dalle radici delle piante, divenisse molto più cedevole e soggetto all'erosione, devastando intere aree che richiederanno secoli per tornare allo stato iniziale.

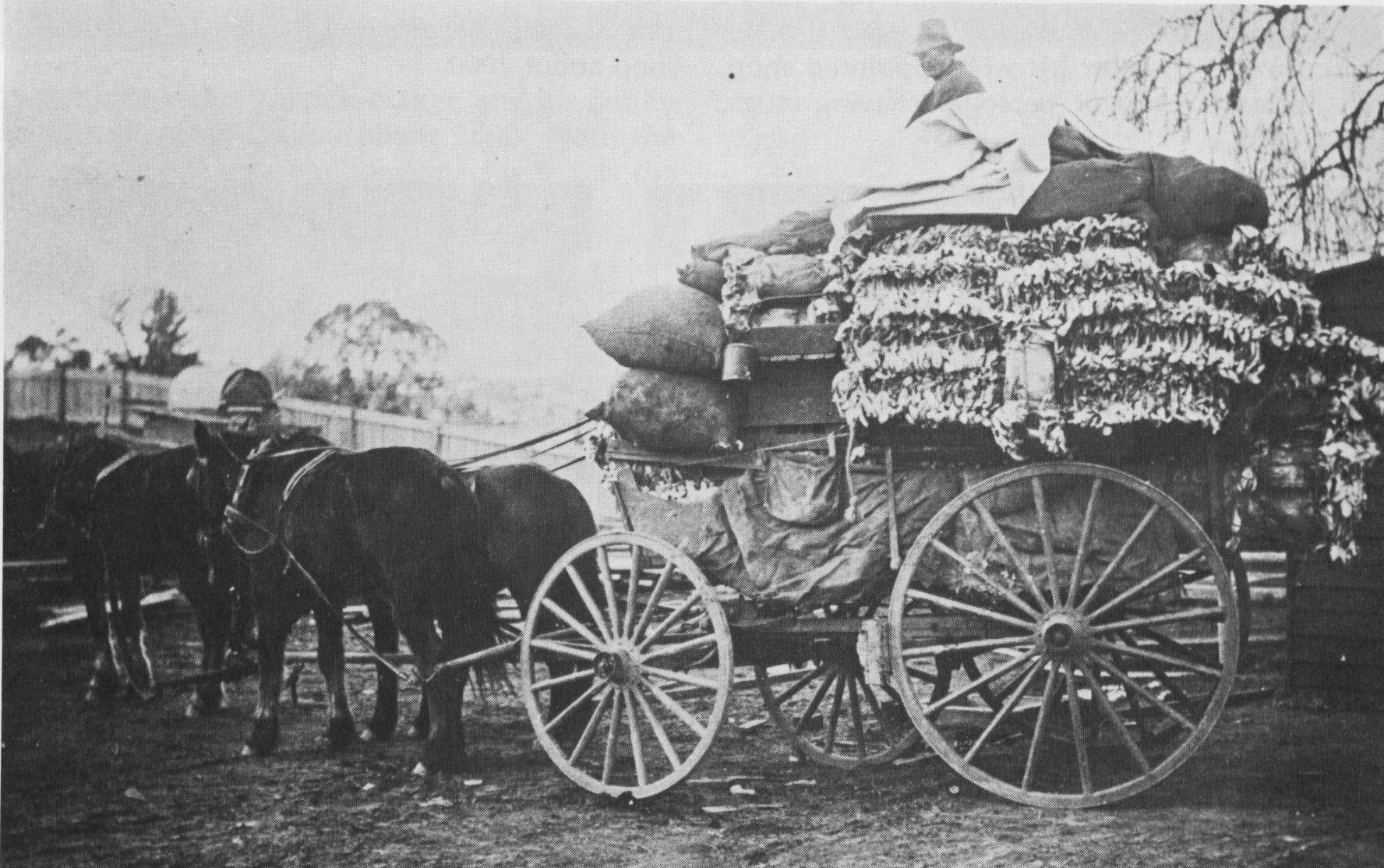
Un carretto carico di pelli di coniglio in Nuovo Galles del Sud

Il coniglio venne introdotto in Australia per la prima volta nel 1788 dalla Prima Flotta, senza tuttavia danneggiare il territorio più di tanto: la popolazione attuale discende infatti quasi interamente dai 24 esemplari liberati da Thomas Austin nella sua proprietà, situata nello Stato del Victoria, nell'ottobre 1859 a fini venatori.

I conigli si trovarono davanti immensi spazi aperti con scarse aree cespugliose, nei quali vi erano scarsissimi predatori: cominciarono pertanto a moltiplicarsi velocemente (agevolati dal fatto che, in condizioni climatiche come quelle australiane, ossia con inverni miti, essi possono riprodursi durante tutto l'anno), al punto che a dieci anni di distanza dalla prima introduzione potevano essere uccisi più di due milioni di conigli senza intaccare minimamente la popolazione totale.
Nel 1901 una regia commissione accertò la gravità del problema e si mise al lavoro per trovare una soluzione: le operazioni di distruzione delle tane e di avvelenamento non si dimostrarono molto producenti. Perciò, nel 1907 venne costruita in Australia Occidentale la Rabbit-proof-fence, un reticolato alto e piantato in profondità nel suolo che taglia in due da nord a sud il Paese, al fine di impedire un'espansione della popolazione di conigli verso ovest.

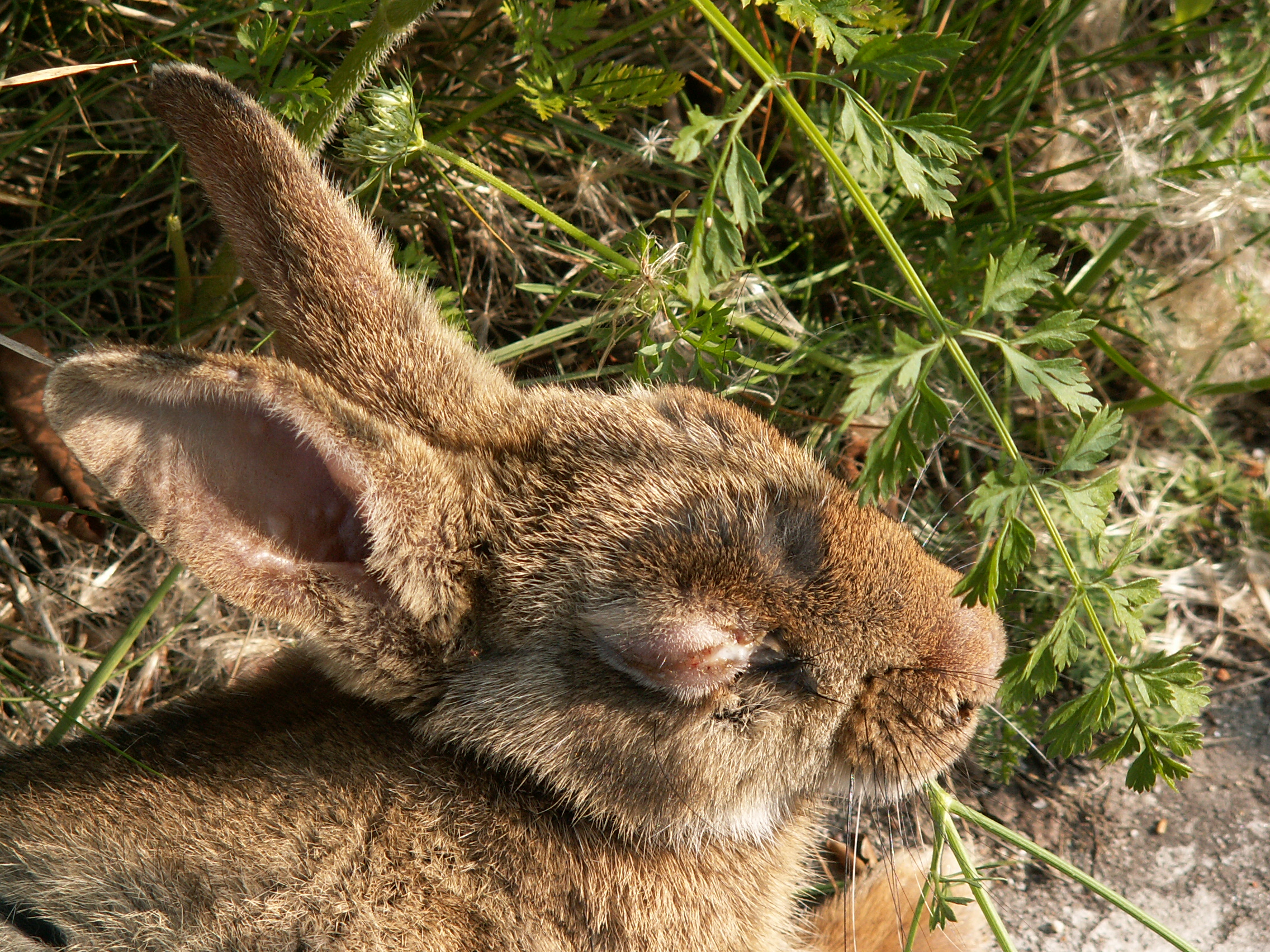
Un esemplare affetto da mixomatosi

A partire dagli anni cinquanta, per limitare la popolazione di conigli australiani, venne deliberatamente introdotta la mixomatosi, malattia che solitamente colpisce le specie del genere Sylvilagus (senza peraltro arrecare particolari danni), ma che sul coniglio europeo ha effetti molto maggiori, arrivando a causare tassi di mortalità del 99,9% nelle sue forme più virulente. Grazie a tale drastico metodo, la popolazione di conigli crollò dai 600 milioni stimati prima del trattamento a meno di 100 milioni. Con il passare del tempo, tuttavia, i conigli australiani hanno sviluppato una resistenza genetica alla malattia, divenendone meno soggetti: il loro numero è perciò nuovamente salito a circa 250 milioni (stime del 1991). I ricercatori si affidarono perciò al calicivirus RHD (Rabbit Hemorrhagic Disease, "malattia emorragica del coniglio"), che venne accidentalmente rilasciato nel 1996: il virus pareva tuttavia colpire con successo solo gli esemplari delle aree calde secche, mentre i conigli delle aree umide ne erano in massima parte immuni. Si scoprì in seguito che nelle aree umide dell'isola era diffuso un altro calicivirus meno virulento che, tuttavia, immunizzava i conigli all'altra forma.
I conigli vivono nelle aree centrali e meridionali dell'Australia, oltre che con popolazioni sparse in alcune zone a nord; il governo australiano rifiuta di legalizzare un vaccino contro la mixomatosi, per paura che eventuali conigli vaccinati fuggano e trasmettano la resistenza alla malattia alle popolazioni selvatiche. Il vaccino contro la RHD è invece disponibile.
È inserita nell'elenco delle 100 tra le specie invasive più dannose al mondo.